# محمد دشتی
محمد دشتی (۱۰ اسفند ۱۳۳۰ – ۱۵ اردیبهشت ۱۳۸۰) محقق و نویسنده‌ی شیعه بود. در سال ۱۳۴۲ مشغول به تحصیل در حوزه‌ی علمیه‌ی آمل، و یک سال بعد وارد حوزهٔ علمیهٔ قم شد. پیش از انقلاب جلساتی آموزشی برای مسائل مذهبی و پرسش و پاسخ در شهر و روستا داشت. پس از انقلاب ۱۳۵۷، مسئولیت‌های مختلفی برعهده داشت، ازجمله: مسئولیت آموزش سپاه آمل، مسئولیت آموزش جهاد میناب، امامت جمعه سمیرم، نمایندگی ولی فقیه در استان اصفهان و تبلیغات مس سرچشمه. او هشت سال مسئول واحد تحقیقاتی بنیاد نهج‌البلاغه بود. در سال ۱۳۶۷ مؤسسهٔ تحقیقاتی فرهنگی امیرالمؤمنین را بنیاد گذاشت.